# Nototriton
Nototriton är ett släkte av groddjur som ingår i familjen lunglösa salamandrar.
Dessa salamandrar förekommer i Centralamerika från Guatemala och Honduras till Costa Rica.
Arter enligt Catalogue of Life:
- Nototriton abscondens
- Nototriton barbouri
- Nototriton brodiei
- Nototriton gamezi
- Nototriton guanacaste
- Nototriton lignicola
- Nototriton limnospectator
- Nototriton major
- Nototriton picadoi
- Nototriton richardi
- Nototriton saslaya
- Nototriton stuarti
- Nototriton tapanti